# Bernard Pomerance
Pour les articles homonymes, voir Pomerance.
 (août 2017).
Si vous disposez d'ouvrages ou d'articles de référence ou si vous connaissez des sites web de qualité traitant du thème abordé ici, merci de compléter l'article en donnant les références utiles à sa vérifiabilité et en les liant à la section « Notes et références ».
Bernard Pomerance est un dramaturge et poète américain né à Brooklyn le 23 septembre 1940 et mort le 26 août 2017 à Galisteo (en) au Nouveau-Mexique.
Il est connu pour avoir écrit la pièce The Elephant Man en 1977.

## Biographie
Bernard Pomerance fait ses études à l'université de Chicago, et en 1968 part s'installer à Londres. Pomerance fut d'abord inspiré par l'œuvre d'Eugene O'Neill, après avoir vu la représentation originale de Long Day’s Journey Into Night. Une autre influence  fut l'auteur britannique John Arden. Plusieurs de ses pièces prennent leur sujet dans une vue politique de l'histoire américaine, tel que Quantrill in Lawrence et Melons. Sa première pièce, High in Vietnam, Hot Damn, fut jouée à l'Interaction Theatre et mis en scène par Roland Rees. Avec Rees et David Aukin, Pomerance participa à la fondation de la compagnie théâtrale Foco Novo en 1972, du nom d'une pièce qu'il avait écrite en 1972, et qui fut la première pièce jouée par la compagnie lors de l'inauguration.
Pour Foc Novo, il adapta une nouvelle version de Homme pour homme de Bertolt Brecht et écrit The Elephant Man, qui fut produit en 1977. Elle devient sa pièce la plus célèbre, jouée régulièrement par le London fringe theatre. The Elephant Man entre dans le répertoire des Théâtres nationaux britanniques ainsi qu'à Broadway. Pomerance revient aux États-Unis en 1979, l'année où Elephant Man remporte un Tony Award pour la meilleure pièce. 916 représentations sont données au Booth Theatre et une adaptation pour la télévision est réalisée avec la distribution originale.
Le film Elephant Man réalisé par David Lynch et produit par Mel Brooks, sorti en 1980, n'est pas une adaptation de la pièce. Pomerance a d'ailleurs intenté une action en justice, qu'il a gagnée, contre la société de production, pour avoir repris le même titre et des éléments du récit.
Il a été marié à l'écrivaine britannique Sally Belfrage (en), avec qui il a eu deux enfants. Ils ont divorcé en 1976. Pomerance vit à Santa Fe dans le Nouveau-Mexique.